# George Shaw (giocatore di football americano)
George Howard Shaw (Portland, 25 luglio 1933 – Portland, 3 gennaio 1998) è stato un giocatore di football americano statunitense che ha giocato nel ruolo di quarterback nella National Football League (NFL) e nella American Football League (AFL). Fu la prima scelta assoluta del Draft NFL 1955 da parte dei Baltimore Colts. Al college giocò a football all'Università dell'Oregon.

## Carriera professionistica
Shaw fu scelto dai Baltimore Colts come primo assoluto nel Draft NFL 1955. Divenne presto titolare ma all'inizio della stagione 1956, a causa di una frattura alla gamba, fu sostituito dal rookie Johnny Unitas. Mentre per Unitas iniziò una carriera leggendaria, Shaw passò altri due anni a Baltimore come riserva, prima di essere scambiato coi New York Giants, dove disputò due stagioni. Shaw giocò in seguito una stagione coi Minnesota Vikings, dove partì come titolare nella prima gara della storia della franchigia, venendo sostituito però nel primo tempo dal rookie Fran Tarkenton, che gli soffiò il posto da titolare. Giocò unl'ultima stagione coi Denver Broncos della American Football League prima di ritirarsi nel 1962.

## Vittorie e premi
Nessuno

## Statistiche
| Partite totali      | 71    |
| Partite da titolare | 29    |
| Yard passate        | 5.829 |
| Touchdown           | 41    |
| Intercetti          | 63    |
| Passer rating       | 58,8  |